# شهرستان جنرال توشوو
شهرستان جنرال توشوو (به بلغاری: General Toshevo Municipality) یک شهرستان در بلغارستان است که در استان دوبریچ واقع شده‌است. شهرستان جنرال توشوو ۹۸۲٫۲۴ کیلومتر مربع مساحت و ۱۶٬۷۱۴ نفر جمعیت دارد.